# ورزشگاه مانوئل مارتینز والرو
 ورزشگاه مانوئل مارتینز والرو  (به اسپانیایی: Estadio Manuel Martínez Valero) ورزشگاهی در شهر الچه در کشور اسپانیا است.
بازی‌های خانگی باشگاه فوتبال الچه در این ورزشگاه برگزار می‌شود. همچنین بخشی از بازی‌های جام جهانی فوتبال ۱۹۸۲ در این ورزشگاه برگزار شده‌است.